# Janet Radcliffe Richards
Janet Radcliffe Richards (1944) é uma filósofa britânica com interesses em metafísica, bioética e feminismo. É, atualmente, professora de filosofia prática na Universidade de Oxford e pesquisadora convidada do "Centro para Ética Prática de Oxford Uehiro". Anteriormente, era professora de filosofia na Open University e, em seguida, foi diretora do Centro de Bioética da Faculdade de Medicina do Colégio Universitário de Londres.
Era casada com o também filósofo Derek Parfit, que faleceu em 1 de Janeiro de 2017.

## Visão Geral
Em 1980, foi publicado seu primeiro e mais controverso livro, "The Sceptical Feminism" (O Feminismo Cético), pela Editora Penguin.
No decorrer de sua carreira, escreveu variados artigos, sendo muitos deles publicados pela Universidade de Oxford.
Quando um de seus artigos sobre bioética ganhou fama e se tornou referência entre cirurgiões, ela escreveu o livro "The Ethics of Transplants" (A Ética dos Transplantes) em 2012, estendendo nele o que já havia escrito no artigo. Desde então, tem sido convidada para palestrar sobre o que diz respeito às implicações éticas no âmbito das cirurgias de transplantes de órgãos.
Sua filosofia no âmbito feminista acompanha, de certo modo, a filosofia de Mary Wollstonecraft, Camille Paglia, de Christina Hoff Sommers, e, por vezes, a de Wendy McElroy, i.e., feminismo factual ou feminismo céptico, ou seja, uma forma de pensar o movimento feminista, juntando-o com o racionalismo e o ceticismo, abandonando, assim, o suposto dogmatismo ideológico vigente.

## Crítica
Em junho de 2016, Kat Banyard, feminista que prega o fim da pornografia, escreveu: "Até recentemente, era axiomático que o feminismo estava em oposição à pornografia e prostituição. Quando Janet Radcliffe Richards argumentou em "O Feminismo Cético" (1980), que "feministas não deveriam se opôr a fazer uma vida por meio da utilização e valorização dos atributos sexuais", ela mesma explicitamente se posicionou ao contrário de outras feministas e, desde então, o contexto mudou; há agora, uma "presunção subjacente de que o "comércio do sexo" é compatível com o feminismo; Que não precisamos trabalhar para acabar com ele; Que ele pode ser reformado."

## Obras
- The Sceptical Feminist: A Philosophical Inquiry (1980).
- Formal Logic: A Workbook (1980).
- Philosophy of Science (1981).
- Nuclear Weapons: Inquiry, Analysis & Debate (1985).
- Human Nature after Darwin (1999).
- Human Nature After Darwin: A Philosophical Introduction (2000).
- Careless Thought Costs Lives: The Ethics of Transplants (2012).
- The Sceptical Feminist (RLE Feminist Theory): A Philosophical Enquiry (2012).